# Roxin György
Roxin György (Gyula, 1954. február 5.) magyar nemzeti labdarúgó-játékvezető.
Polgári foglalkozása: vállalkozó.

## Pályafutása

### Nemzeti játékvezetés
1984-ben, a Csepel–Zalaegerszeg (1:0) bajnoki mérkőzéssel debütálhatott a legmagasabb osztályban. Az élvonalbeli játékvezetéstől 1991-ben, a Videoton–Újpest (1:1) bajnoki mérkőzéssel búcsúzott. Az aktív nemzeti játékvezetést 1993-ban fejezte be.[forrás?] Első ligás mérkőzéseinek száma 49.

#### Nemzeti kupamérkőzések
Partbírói mérkőzéseinek száma döntőben: 1

##### Szabad Föld Kupa
1964 óta a falusi labdarúgók kupadöntőjét, a Szabad Föld Kupa döntőjét rendszeresen a Magyar Népköztársasági Kupa döntő előmérkőzéseként bonyolítják le. A döntőben való részvételre az az alsóbb osztályú együttes jogosult, amelyik a legmesszebb jutott a Magyar Népköztársasági Kupában.
Az MLSZ JB szakmai munkáját elismerve 1986-ban felkérte a Mákvölgyi Bányász–Peremartoni SC (0:0) döntőt irányító Makó István játékvezető segítő partbírójának.

### Nemzetközi játékvezetés
Több UEFA-kupa, Intertotó Kupa, nemzetközi válogatott mérkőzésen segítette partjelzőként vagy tartalékként, negyedik játékvezetőként a bírók munkáját.

## Sikerei, díjai
1991-ben a Nemzeti Sport ranglistája szerint az Év Játékvezetője megtiszteltető címet érdemelte ki. Kilenc mérkőzésen hétszer kapott jelest, egyszer négyest, egyszer padig közepest.

## Külső hivatkozások
- A Szabad Föld Kupa története (6.) Archiválva 2014. július 17-i dátummal a Wayback Machine-ben
- A Szabad Föld Kupa története (8.)